# Holy Moses
Holy Moses war eine 1980 in Aachen gegründete deutsche Thrash-Metal-Band und galt als eine der Wegbereiter dieses Genres in Deutschland.

## Werdegang
Die Band wurde am 17. Oktober 1980 von Ramon Brüssler (Bass), Jochen Fünders (Gesang und Gitarre) und Peter Vonderstein (Schlagzeug) gegründet und hatte bereits vier Tage später ihren ersten Auftritt in Stolberg.
Nach einem Konzert in Eindhoven im Oktober 1981 wurde Vonderstein durch Paul Linzenich ersetzt, Fünders durch Andy Classen (Gitarre) und Wolfgang „Iggy“ Dammers (Gesang). Iggy schied Ende 1981 aus; Nachfolgerin wurde Classens Freundin und spätere Frau Sabina Classen.
1984 verließ Linzenich Holy Moses, um sein Studium zu beenden, und wurde von Jörg Heins am Schlagzeug ersetzt, woraufhin Sabina Classen die Band ebenfalls verließ. Da ihre Nachfolgerin nicht überzeugen konnte, kehrte schließlich Classen zurück und Herbert Dreger übernahm das Schlagzeug.

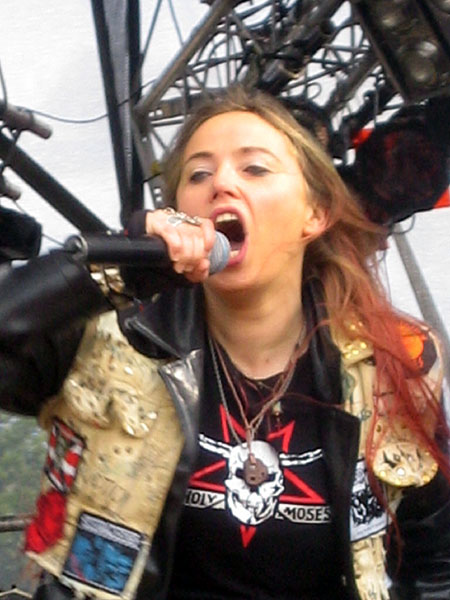
Sabina Classen, 2005

1986 veröffentlichte Aaargghh Records das Debütalbum Queen of Siam. Das einzige verbliebene Gründungsmitglied Ramon Brüssler zog nach Thailand, übertrug Classen das Management und Andre Chapalier den Bass. Auch Dreger verließ die Band, sein Nachfolger war der damals 19-jährige Uli Kusch. Auf den Positionen des Schlagzeugers und des Gitarristen kam es in den nächsten Jahren immer wieder zu Veränderungen.
1987 nach Finished with the Dogs wurden Holy Moses von der WEA unter Vertrag genommen. In der Fernsehserie Ein Fall für Zwei ist die Band in der Folge Quittung von 1989 zu sehen. 1990 gingen Holy Moses mit der DDR-Metal-Band Blitzz auf Tournee, es war die erste deutsch-deutsche Heavymetal-Tour überhaupt. Die Tour war aufgrund eines enormen Holy-Moses-Hypes in den Ostgebieten komplett ausverkauft. In den nächsten Jahren veröffentlichten Holy Moses u. a. bei West Virginia Records mehrere Platten, wie z. B. The New Machine of Liechtenstein, World Chaos und Reborn Dogs. Von 1992 bis 1994 spielte Sven „Meff“ Herwig von den Ryker’s, für die Andy Classen als Produzent arbeitete, am Schlagzeug von Holy Moses, wodurch die Thrash-Metal-Band leichte Hardcore-Einflüsse erhielt. Nach der Platte Reborn Dogs kam es jedoch zum Bruch. Mit der Band Temple of the Absurd startete Sabina Classen, die den ungewohnten stilistischen Hardcore-Einschlag durch Schlagzeuger Meff bei Holy Moses gesanglich nicht umzusetzen vermochte, ein neues Projekt und ließ sich von Andy Classen scheiden, der sich nach dem Album No Matter What’s the Cause ebenfalls seinen eigenen Projekten widmen wollte. Deshalb wurde die Band Holy Moses vorübergehend stillgelegt. Trotz der Scheidung blieben Sabina und Andy Classen freundschaftlich miteinander verbunden.
Im Jahre 2000 fand eine Wiedervereinigung von Holy Moses auf Initiative von Andy Classen, Jochen Fünders und Sabina Classen statt, ein Jahr später die Veröffentlichung der EP Master of Disaster, gefolgt 2002 vom Album Disorder of the Order. Mit Strength, Power, Will, Passion entstand 2005 das neunte Album der Band.
Mitte 2006 stieg Oliver Jaath (Ex-Reckless Tide, KillFrame) als Bassist ein und seit 2007 bedient Atomic Steif (Ex-Violent Force, Ex-Living Death, Ex-Sodom, Stahlträger) wieder das Schlagzeug. Anfang 2008 wechselte Oliver von Bass zur Gitarre und Thomas Neitsch übernahm den Bass.
In den Jahren 2001, 2003, 2005 und 2008 traten Holy Moses beim Wacken Open Air auf. Außerdem spielte die Thrash-Metal-Band 1989 auf dem Dynamo Open Air in Holland.
Die Band veröffentlichte 2008 das Quasi-Nachfolge-Album zu New Machine of Liechtenstein mit dem Namen Agony of Death, welches wieder etwas komplexere Liedstrukturen bot, als die letzten Werke. Nach dem Erfolg von Agony of Death, einer Tournee mit Benediction und einigen Auftritten (etwa auf dem Rock Area Festival und als Vorband von Doro auf dem Beewood Festival in Landau), begaben sich Holy Moses im Frühjahr 2011 ins Studio, um mehrere Projekte in Angriff zu nehmen: Eine Best-of-CD mit Neueinspielungen alter Klassiker, die erste DVD der Bandgeschichte und neue Lieder, die zum dreißigsten Bühnenjubiläum im Winter 2011 erscheinen sollen. Passend dazu soll es im Winter 2011/Frühjahr 2012 eine ausgedehnte Tour durch Europa und Asien geben.
2011 verließ Atomic Steif die Band. Für ihn übernahm Gerd Lücking (Lightmare, ex-Courageous, ex-Giftdwarf, ex-Rebellion) die Position am Schlagzeug.
2012 trennte sich die Band von Gitarrist Michael Hankel aus persönlichen Gründen.
Im Februar 2023 gab die Band bekannt, dass auf ihr Album Invisible Queen und die dazugehörige Tour die Auflösung der Band folgt. Mit ihrem Album Invisible Queen stiegen Holy Moses in der Veröffentlichungswoche erstmals in die Charts ein und belegten Platz 14. Auf dem Rock Hard Festival 2023 in Gelsenkirchen erschien Andy Classen während des Auftritts von Holy Moses als Gastgitarrist auf der Bühne, um mit seiner ehemaligen Band den Song „Finished with the Dogs“ zu spielen.
Die Show auf dem Wacken Open Air 2023 wurde als letzte deutsche Open Air Show der Band angekündigt und fand wetterbedingt verspätet statt. Ihr letztes Konzert spielten Holy Moses am 27. Dezember 2023, dem 60. Geburtstag von Sabina Classen, in der Hamburger Markthalle.

## Bandmitglieder

Holy Moses live auf dem Metal Frenzy 2018 in Gardelegen
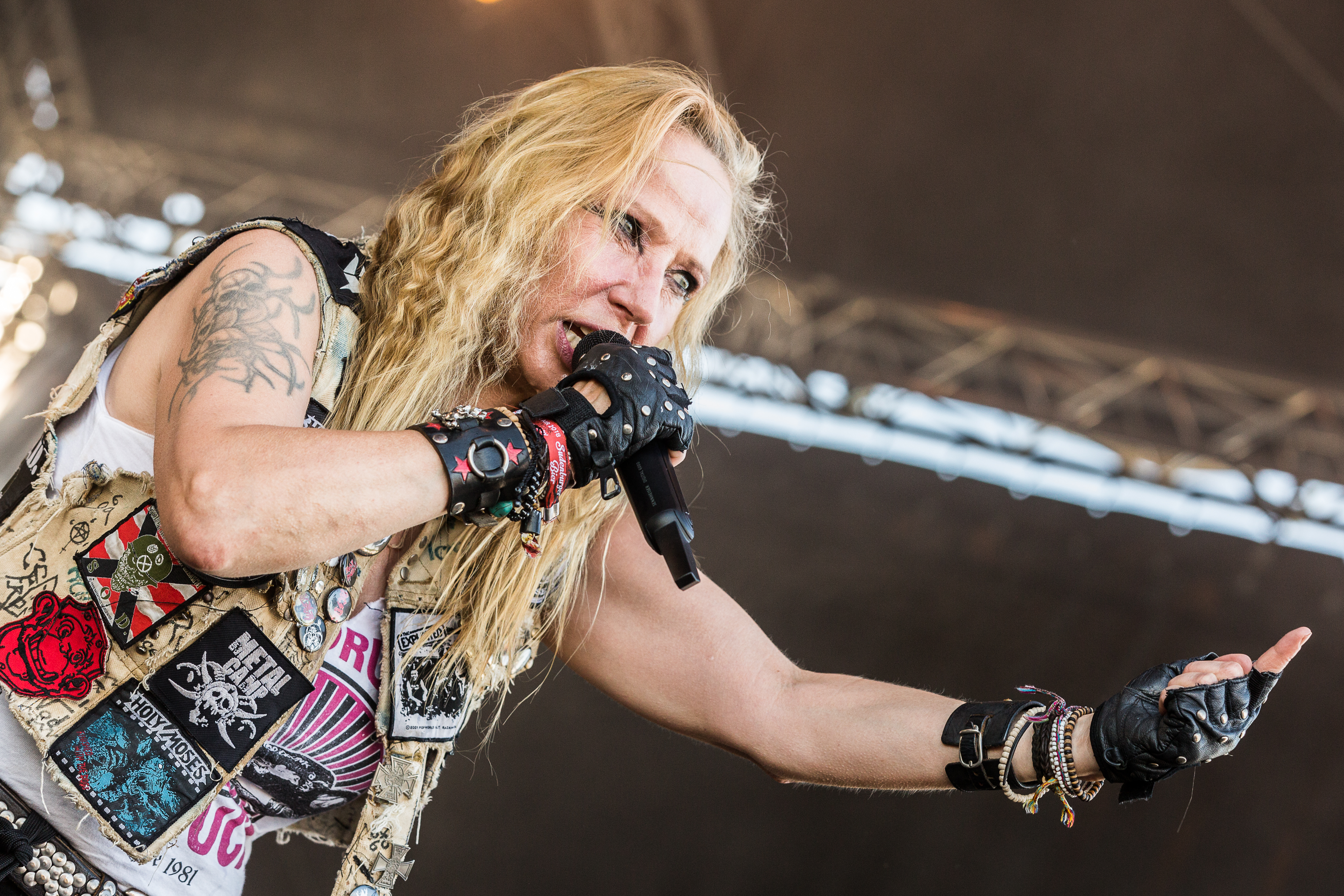
Sängerin Sabina Classen-Hirtz
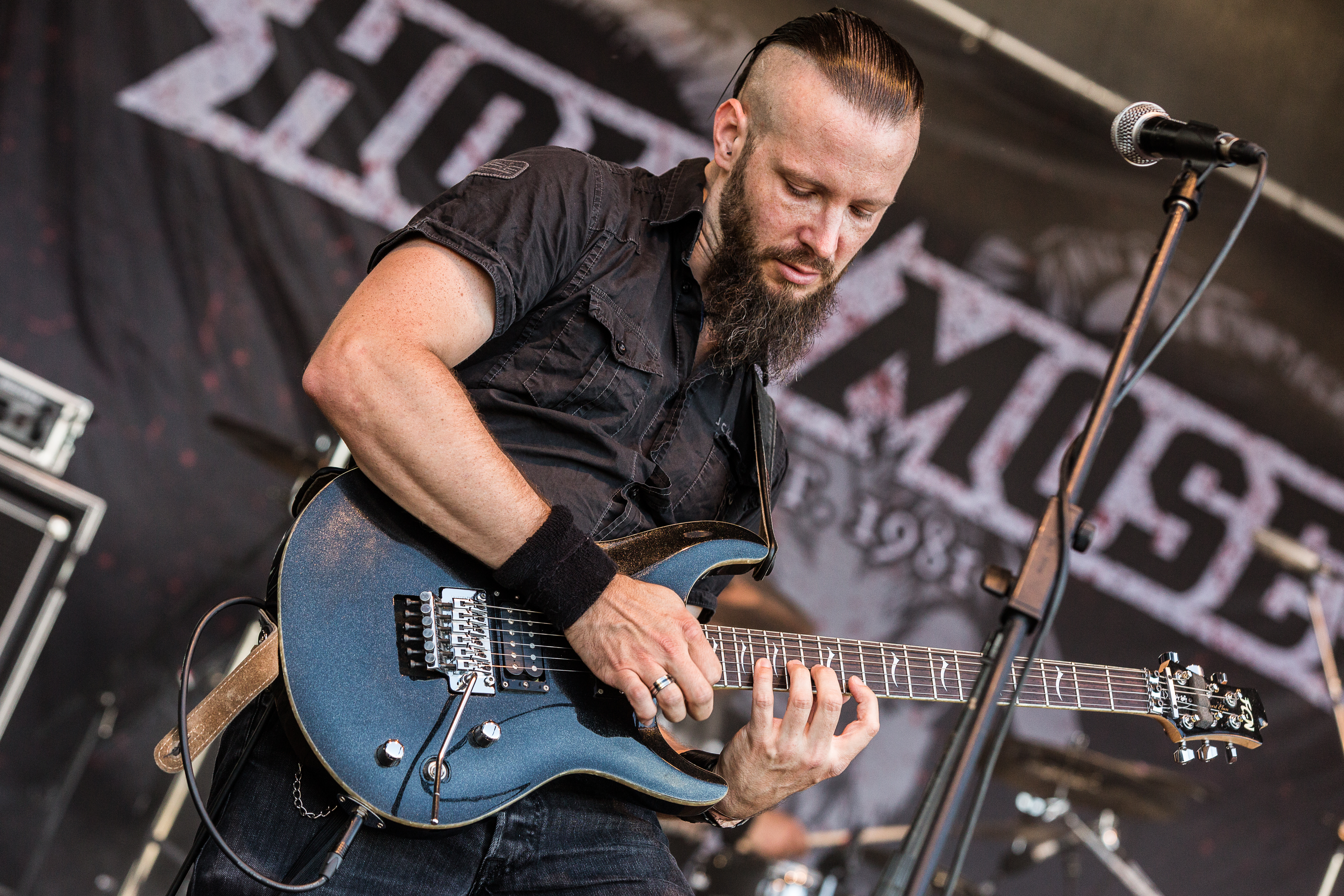
Gitarrist Peter Geltat
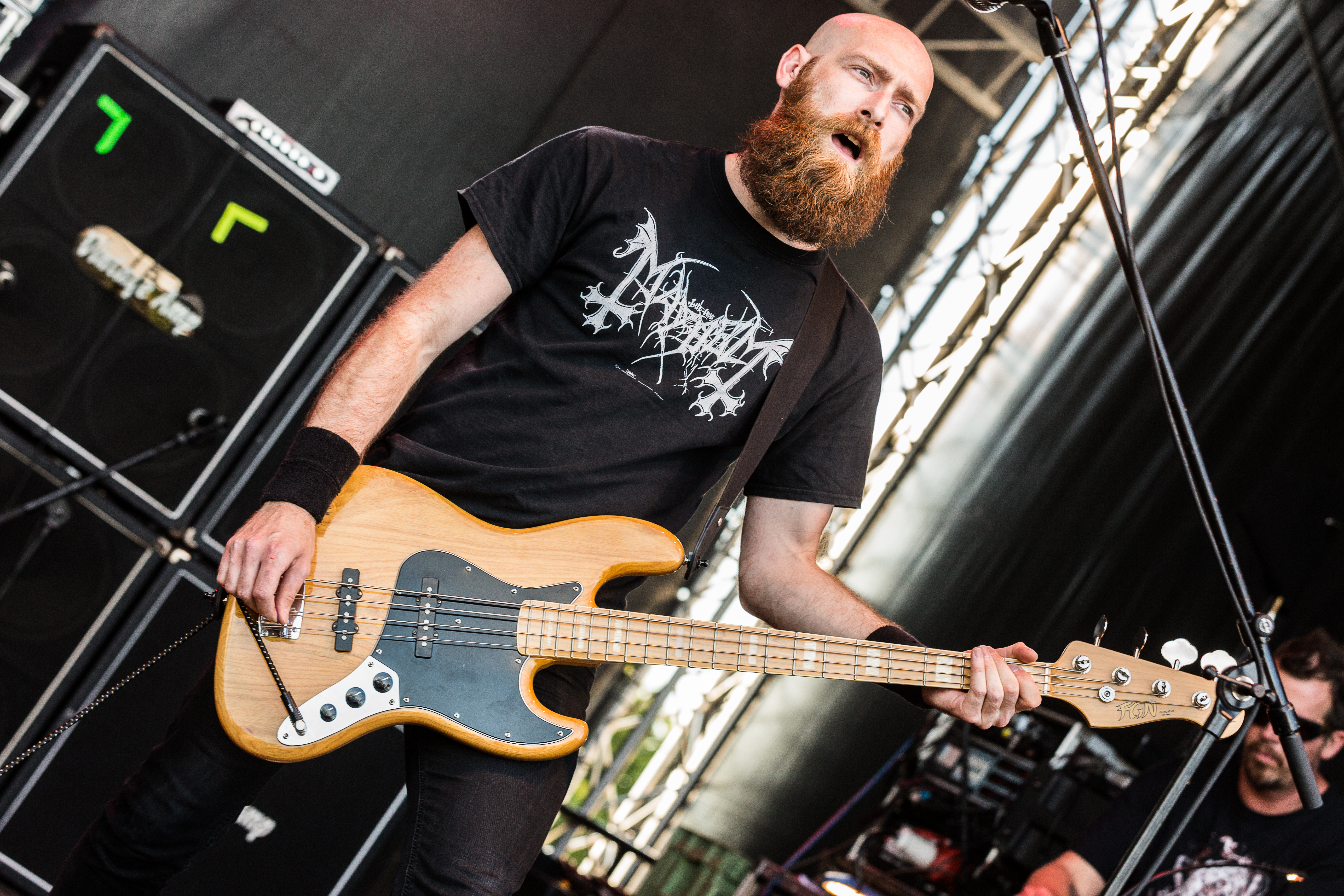
Bassist Thomas Neitsch
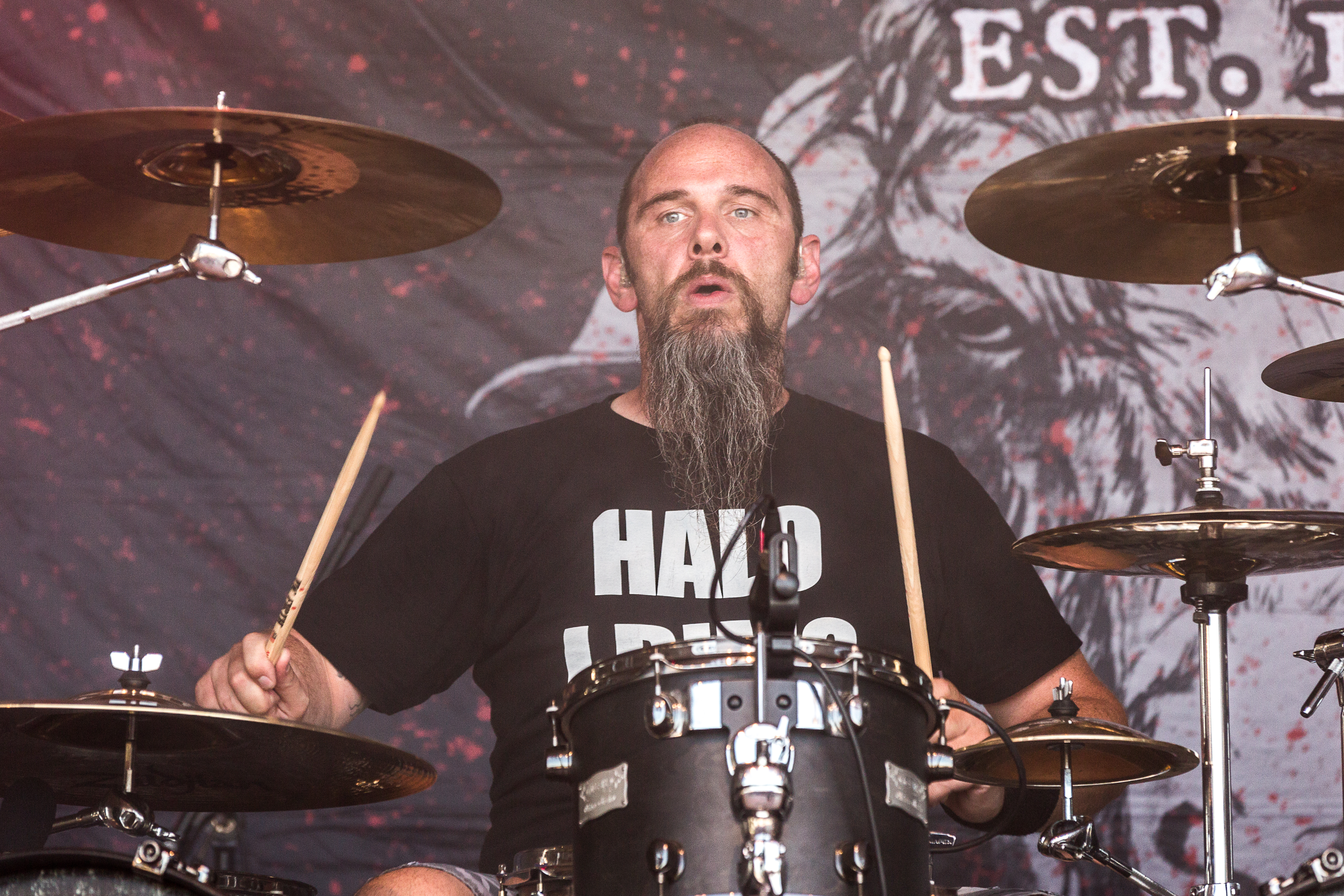
Schlagzeuger Gerd Lücking

## Diskografie

### Studioalben
- 1986: Queen of Siam
- 1987: Finished with the Dogs
- 1989: The New Machine of Liechtenstein
- 1990: World Chaos
- 1991: Terminal Terror
- 1992: Reborn Dogs
- 1994: No Matter What’s the Cause
- 2002: Disorder of the Order
- 2005: Strength, Power, Will, Passion
- 2008: Agony of Death
- 2014: Redefined Mayhem
- 2023: Invisible Queen

### Sonstige
- 1992: Too Drunk to Fuck (Kompilation)
- 2001: Master of Disaster (EP)
- 2012: 30th Anniversary – In the Power of Now
- 2023: The Final Reign (EP)

### Demos
- 1981: Black Metal Masters
- 1981: Holy Moses
- 1982: Satan’s Angel
- 1983: Call of the Demon
- 1983: Heavy Metal
- 1984: Death Bells
- 1985: Walpurgisnight
- 1986: The Bitch